# Elizabeth Patterson (Schauspielerin)
Mary Elizabeth Patterson (* 22. November 1874 in Savannah, Tennessee; † 31. Januar 1966 in Los Angeles, Kalifornien) war eine US-amerikanische Theater- und Filmschauspielerin.

## Leben
Elizabeth Patterson wurde 1874 als Tochter von Mildred (geb. McDougal) und Edmund Dewitt Patterson, einem Soldaten der Konföderierten Staaten von Amerika, in Tennessee geboren. In Hardin County, wo ihr Vater später als Richter tätig war, besuchte Elizabeth Patterson die örtliche Highschool. An den Colleges in Pulaski und Columbia entdeckte sie ihre Vorliebe für das Theater, worauf sie sich entgegen den Vorstellungen ihrer konservativen Eltern entschied, Schauspielerin zu werden. Ein Aufenthalt in Europa, wo sie Bühnenstücke an der Comédie-Française erlebte, bestärkten sie in ihrem Entschluss. In Chicago schloss sie sich einer Schauspieltruppe, den Ben Greet Players, an, mit der sie 1907 ihr Theaterdebüt gab und anschließend in den Vereinigten Staaten und Kanada auf Tournee ging. 1913 trat sie erstmals am New Yorker Broadway auf, wo sie bis 1954 mehrfach auf der Bühne stand. Für sein Stück The Intimate Strangers, das von 1921 bis 1922 am Broadway 91 Mal aufgeführt wurde, wählte sie der Schriftsteller Booth Tarkington für die Rolle der Tante Ellen persönlich aus, nachdem er sie in anderen Stücken auf der Bühne gesehen hatte.
Mit 51 Jahren spielte Patterson 1926 in ihrem ersten Film. In den Filmmusicals Der lächelnde Leutnant (1931) und Schönste, liebe mich (1932) stand sie Anfang der 1930er Jahre in kleinen Nebenrollen mit Maurice Chevalier vor der Kamera. Weitere Kinofilme, in denen sie zumeist als alte Jungfer, Tante oder Großmutter besetzt wurde, waren High, Wide, and Handsome (1937), Meine Schwester Ellen (1942), Meine Frau, die Hexe (1942), Kleine tapfere Jo (1949) und Pal Joey (1957). Die in Tennessee geborene Schauspielerin spielte wiederholt auch Frauen aus den Südstaaten, wie etwa in den William-Faulkner-Verfilmungen The Story of Temple Drake (1933) und Griff in den Staub (1949). Ab 1950 kam sie zudem regelmäßig als Charakterdarstellerin beim Fernsehen zum Einsatz. Dem US-amerikanischen Publikum ist Patterson vor allem als Mrs. Trumball in der Sitcom I Love Lucy bekannt, in der sie von 1952 bis 1956 in elf Folgen zu sehen war. Ihre letzte Kinorolle spielte sie mit Mitte 80 in der Komödie Je länger – je lieber! (1960) neben Anthony Perkins und Jane Fonda. Im Jahr darauf hatte sie ihre letzten Rollen mit Gastauftritten in zwei Fernsehserien.
Elizabeth Patterson, die von ihren Freunden Patty genannt wurde, war nie verheiratet. Sie starb 1966 im Alter von 91 Jahren im Good Samaritan Hospital in Los Angeles an einer Lungenentzündung. Sie wurde in ihrer Heimatstadt Savannah beigesetzt.

## Filmografie (Auswahl)
- 1926: The Boy Friend
- 1926: The Return of Peter Grimm
- 1928: The Dancing Town (Kurzfilm)
- 1930: Die Texasreiter (The Lone Star Ranger)
- 1931: Tarnished Lady
- 1931: Der lächelnde Leutnant (The Smiling Lieutenant)
- 1931: Daddy Long Legs
- 1931: Heaven on Earth
- 1932: Man Wanted
- 1932: So Big
- 1932: Schönste, liebe mich (Love Me Tonight)
- 1932: Eine Scheidung (A Bill of Divorcement)
- 1932: No Man of Her Own
- 1933: The Story of Temple Drake
- 1933: Ganovenbraut (Hold Your Man)
- 1933: Dinner um acht (Dinner at Eight)
- 1933: Dr. Bull (Doctor Bull)
- 1934: Hide-Out
- 1935: Die Farm am Mississippi (So Red the Rose)
- 1935: Männer ohne Namen (Men Without Names)
- 1936: Kleinstadtmädel (Small Town Girl)
- 1936: Auf in den Westen (Go West Young Man)
- 1937: High, Wide and Handsome
- 1937: Unter Mordverdacht (Night Club Scandal)
- 1938: Scandal Street
- 1938: Bulldog Drummond: Der künstliche Diamant (Bulldog Drummond’s Peril)
- 1938: Blaubarts achte Frau (Bluebeard’s Eighth Wife)
- 1939: Bulldog Drummond: Der verborgene Schatz (Bulldog Drummond’s Secret Police)
- 1939: Liebe und Leben des Telefonbauers A. Bell (The Story of Alexander Graham Bell)
- 1939: Bulldog Drummond: Hochzeit mit Knall auf Fall (Bulldog Drummond’s Bride)
- 1939: Erbschaft um Mitternacht (The Cat and the Canary)
- 1940: Die unvergessliche Weihnachtsnacht (Remember the Night)
- 1941: Tabakstraße (Tobacco Road)
- 1941: Kiss the Boys Goodbye
- 1941: Belle Starr
- 1942: Mabok, der Schrecken des Dschungels (Beyond the Blue Horizon)
- 1942: Her Cardboard Lover
- 1942: Meine Schwester Ellen (My Sister Eileen)
- 1942: Meine Frau, die Hexe (I Married a Witch)
- 1943: The Sky’s the Limit
- 1944: Follow the Boys
- 1944: Heil dem siegreichen Helden (Hail the Conquering Hero)
- 1944: Modell wider Willen (Together Again)
- 1945: Die Dame im Zug (Lady on a Train)
- 1946: Geheimnis des Herzens (The Secret Heart)
- 1946: Ich hab dich immer geliebt (I’ve Always Loved You)
- 1947: Mit Gesang geht alles besser (Welcome Stranger)
- 1947: The Shocking Miss Pilgrim
- 1949: Kleine tapfere Jo (Little Women)
- 1949: Griff in den Staub (Intruder in the Dust)
- 1950: Zwischen zwei Frauen (Bright Leaf)
- 1952: Washington Story
- 1952–1956: I Love Lucy (TV-Serie, elf Folgen)
- 1955: Las Vegas Shakedown
- 1955: The Adventures of Huckleberry Finn (TV-Film)
- 1955/1956: Superman – Retter in der Not (Adventures of Superman) (TV-Serie, zwei Folgen)
- 1956: Cavalcade of America (TV-Serie, eine Folge)
- 1957: The Adventures of Jim Bowie (TV-Serie, eine Folge)
- 1957: Pal Joey
- 1958/1959: Alfred Hitchcock präsentiert (Alfred Hitchcock Presents) (TV-Serie, zwei Folgen)
- 1959: Mit Büchse und Colt (The Oregon Trail)
- 1959: Johnny Staccato (TV-Serie, eine Folge)
- 1960: Je länger – je lieber! (Tall Story)
- 1961: The Barbara Stanwyck Show (TV-Serie, eine Folge)
- 1961: Schauplatz Los Angeles (The New Breed) (TV-Serie, eine Folge)